# Franco Sebastián López
Franco Sebastián López Taborda (Paysandú, 20 de octubre de 1992) es un futbolista uruguayo que juega de delantero, actualmente se encuentra sin equipo.

## Estadísticas
- Actualizado de acuerdo al último partido el 24 de noviembre de 2024

| Club             | País     | Año       | Partidos | Goles |
| ---------------- | -------- | --------- | -------- | ----- |
| El Tanque Sisley | Uruguay  | 2014-2016 | 42       | 9     |
| Cerro            | Uruguay  | 2017-2021 | 97       | 13    |
| Progreso         | Uruguay  | 2022-2024 | 58       | 24    |
| Deportes Tolima  | Colombia | 2024      | 8        | 1     |
| Unión La Calera  | Chile    | 2025      | 15       | 0     |
| Total            | Total    | Total     | 220      | 47    |

## Palmarés

### Campeonatos nacionales
| Título                      | Club             | País    | Año  |
| --------------------------- | ---------------- | ------- | ---- |
| Segunda División de Uruguay | El Tanque Sisley | Uruguay | 2016 |

### Distinciones individuales
| Distinción                                                  | Año  |
| ----------------------------------------------------------- | ---- |
| Máximo goleador de la Segunda División de Uruguay (8 goles) | 2016 |